# Nosodendron asiaticum
Nosodendron asiaticum is een keversoort uit de familie van de boomsapkevers (Nosodendridae). De wetenschappelijke naam van de soort is voor het eerst geldig gepubliceerd in 1889 door Lewis.